# 比格克里克鎮區 (阿肯色州夏普縣)
比格克里克鎮區（英語：Big Creek Township）是位於美國阿肯色州夏普縣的一個行政鎮區。

## 地方資料
比格克里克鎮區的面積為80.07平方千米，當中陸地面積為79.98平方千米，而水域面積為0.09平方千米。根據2010年美國人口普查的數據，當地共有人口407人，而人口密度為每平方千米5.08人。